# João Manuel Nunes de Abreu
Licenciado em Medicina e Cirurgia, pela Faculdade de Medicina de Lisboa, em 1964, foi Subdiretor-Geral dos Hospitais e, posteriormente, Diretor-Geral da Saúde de 1994 a 1997. Nos últimos anos, colocou a sua vasta experiência ao serviço das políticas de saúde, assessorando diversos Ministros da Saúde, tais como Paulo Mendo, Maria de Belém Roseira, Correia de Campos, Ana Jorge e Fernando Leal da Costa. Foi também assessor para os Direitos Humanos, de 1999 a 2000, da Ministra para a Igualdade.

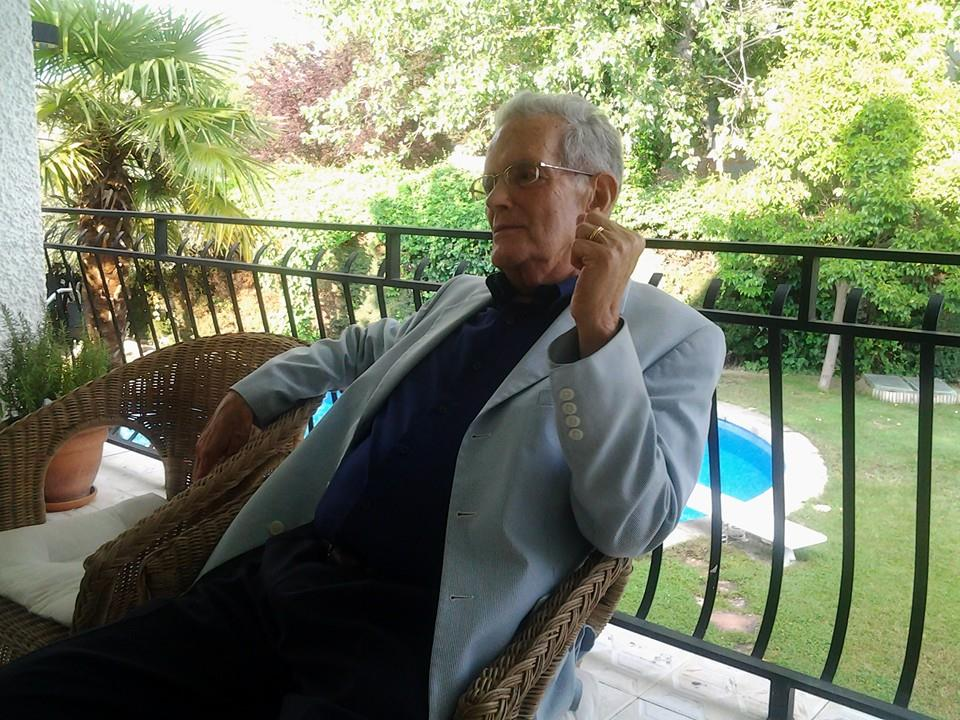
João Manuel Nunes Abreu

## Biografia
Filho de Manuel Gomes Abreu e Maria da Conceição Nunes Abreu, João Manuel Nunes Abreu, nasceu no Funchal, na freguesia de São Pedro, a 26 de Novembro de 1933, irmão mais novo de Maria Teresa e mais velho de João Carlos, poeta, escritor, dramaturgo, jornalista e político. Morreu em Lisboa no dia 12 de Abril de 2016. 

## Destaques curriculares
Do seu currículo, destaca-se ainda o contributo para a criação da especialidade de Cirurgia Maxilo-Facial e o exercício de funções de Administrador do Hospital de São José. Teve um papel determinante na criação do Programa de Apoio Integrado a Idosos, no primeiro diploma sobre Cuidados Continuados Integrados e no apoio ao desenvolvimento das Cidades Portuguesas Amigas das Pessoas Idosas, junto da Organização Mundial da Saúde.
Foi cofundador e professor do Instituto Superior de Ciências da Saúde, Presidente do Conselho Ético e Profissional de Odontologia e Membro da Comissão Nacional de Luta contra a Sida. Homem de profundo humanismo, marcou todos aqueles que com ele se cruzaram. 
Em 1996, foi agraciado, pelo Presidente da República, com as insígnias de Comendador da Ordem do Mérito. Em 2013, recebeu o Prémio Envelhecimento Ativo Dr.ª Maria Raquel Ribeiro.

## Fórum Hospital do Futuro
Em 2003, co-fundou e foi o primeiro presidente do Fórum Hospital do Futuro uma organização não governamental de carácter privado e sem fins lucrativos, que promove a reflexão e o diálogo estratégico no sector da saúde.

## Registos nos media e blogosfera
Autoridades de Saúde recordam "humanismo" do ex-dirigente João Nunes de Abreu
Ministério e DGS manifestam pesar pela morte de Nunes de Abreu
MEMÓRIA DE JOÃO NUNES ABREU
APDSI apresenta condolências pelo falecimento do médico João Nunes Abreu

## Homenagens
Vídeo da Cerimónia de Apresentação da Biografia do Presidente do Fórum Hospital do Futuro Dr. João Nunes Abreu realizada na 21ª Conferência da SInASE, no dia 2 de dezembro de 2013, na Universidade Católica, sob o tema "Visão 2020: Competitividade, Saúde e Educação"

## Memorial no Facebook
A sua página de memorial no Facebook pode ser visitada aqui.